# Эль-Арби, Хабаби
Хабаби Эль-Арби (араб. العربي حبابي‎; род. 12 августа 1967) — марокканский футболист, выступавший на позиции полузащитника за сборную Марокко.

## Клубная карьера
Хабаби Эль-Арби начинал свою карьеру футболиста в марокканском клубе «Олимпик Хурибга» из своего родного города. Лучшим результатом Эль-Арби с командой стало второе место в чемпионате Марокко 1995/96, при этом предыдущий сезон «Олимпик Хурибга» провела во второй по значимости лиге страны.
Сезон 1997/98 марокканский полузащитник отыграл за тунисский «Этуаль дю Сахель».

## Карьера в сборной
Хабаби Эль-Арби был включён в состав сборной Марокко на чемпионат мира по футболу 1994 года в США, где выходил на поле во всех трёх играх своей команды на турнире: с Бельгией, Саудовской Аравией и Нидерландами.
Всего он провёл за национальную команду 27 матчей и забил 5 голов. Впервые Эль-Арби отличился результативным ударом 19 августа 1990 года в домашнем поединке против сборной Нигера, проходившем в рамках отборочного турнира Кубка африканских наций 1992. Ещё трижды он забивал в товарищеских играх, а последний раз в матче отборочного турнира Чемпионата мира 1998 с командой Сьерра-Леоне.